# Naby Oularé
Naby Youssouf Oularé (6 agosto 2002) è un calciatore guineano, difensore del Boluspor e della nazionale guineana.

## Carriera

### Club
Il 9 agosto 2022 ha firmato il suo primo contratto da professionista con il club turco del Boluspor. Ha debuttato il 13 agosto nell'incontro di TFF 1. Lig vinto 1-0 contro il Manisa in cui è stato espulso. Il 30 ottobre ha segnato il suo primo gol decidendo l'incontro casalingo vinto 1-0 contro l'Adanaspor.

### Nazionale
Ha giocato nelle nazionali giovanili guineane Under-17 ed Under-23.
L'8 novembre 2023 ha ricevuto la sua prima convocazione con la nazionale maggiore. Ha debuttato il 21 novembre nell'incontro di qualificazione per il campionato mondiale 2026 perso 1-0 contro il Botswana.

## Statistiche

### Presenze e reti nei club
Statistiche aggiornate al 24 luglio 2024.
| Stagione        | Squadra         | Campionato      | Campionato | Campionato | Coppe nazionali | Coppe nazionali | Coppe nazionali | Coppe continentali | Coppe continentali | Coppe continentali | Altre coppe | Altre coppe | Altre coppe | Totale | Totale | Totale |
| Stagione        | Squadra         | Comp            | Pres       | Reti       | Comp            | Pres            | Reti            | Comp               | Pres               | Reti               | Comp        | Pres        | Reti        | Pres   | Reti   |        |
| --------------- | --------------- | --------------- | ---------- | ---------- | --------------- | --------------- | --------------- | ------------------ | ------------------ | ------------------ | ----------- | ----------- | ----------- | ------ | ------ | ------ |
| 2022-2023       | Boluspor        | 1L              | 27         | 3          | CT              | 1               | 0               |                    | -                  | -                  |             | -           | -           | 28     | 3      |        |
| 2023-2024       | Boluspor        | 1L              | 33         | 5          | CT              | 2               | 0               |                    | -                  | -                  |             | -           | -           | 35     | 5      |        |
| Totale carriera | Totale carriera | Totale carriera | 60         | 8          |                 | 3               | 0               |                    | -                  | -                  |             | -           | -           | 63     | 8      |        |

### Cronologia presenze e reti in nazionale
| Cronologia completa delle presenze e delle reti in nazionale ― Guinea | Cronologia completa delle presenze e delle reti in nazionale ― Guinea | Cronologia completa delle presenze e delle reti in nazionale ― Guinea | Cronologia completa delle presenze e delle reti in nazionale ― Guinea | Cronologia completa delle presenze e delle reti in nazionale ― Guinea | Cronologia completa delle presenze e delle reti in nazionale ― Guinea | Cronologia completa delle presenze e delle reti in nazionale ― Guinea | Cronologia completa delle presenze e delle reti in nazionale ― Guinea |
| Data                                                                  | Città                                                                 | In casa                                                               | Risultato                                                             | Ospiti                                                                | Competizione                                                          | Reti                                                                  | Note                                                                  |
| --------------------------------------------------------------------- | --------------------------------------------------------------------- | --------------------------------------------------------------------- | --------------------------------------------------------------------- | --------------------------------------------------------------------- | --------------------------------------------------------------------- | --------------------------------------------------------------------- | --------------------------------------------------------------------- |
| 21-11-2023                                                            | Abidjan                                                               | Botswana                                                              | 1 – 0                                                                 | Guinea                                                                | Qual. Mondiali 2026                                                   | -                                                                     | 68’                                                                   |
| Totale                                                                |                                                                       | Presenze                                                              | 1                                                                     |                                                                       | Reti                                                                  | 0                                                                     |                                                                       |